# WABC (Mittelwellensender)
Koordinaten: 40° 44′ 57″ N, 73° 59′ 32″ W
WABC (Branding: 77 WABC Radio; Slogan: Breaking News, Stimulating Talk) ist ein US-amerikanischer Talkradio-Sender aus New York City im gleichnamigen US-Bundesstaat. Der Radiosender kooperiert mit ABC News Radio, dem vormaligen Eigentümer des Senders. Heute gehört der WABC Cumulus Media, der Nummer 2 auf dem US-Radiomarkt. Der größte Konkurrent im Segment der traditionellen Talkradio-Stationen auf Mittelwelle ist in New York WOR-AM der iHeartMedia. WABC ist auf der Mittelwelle-Frequenz 770 kHz zu empfangen. 

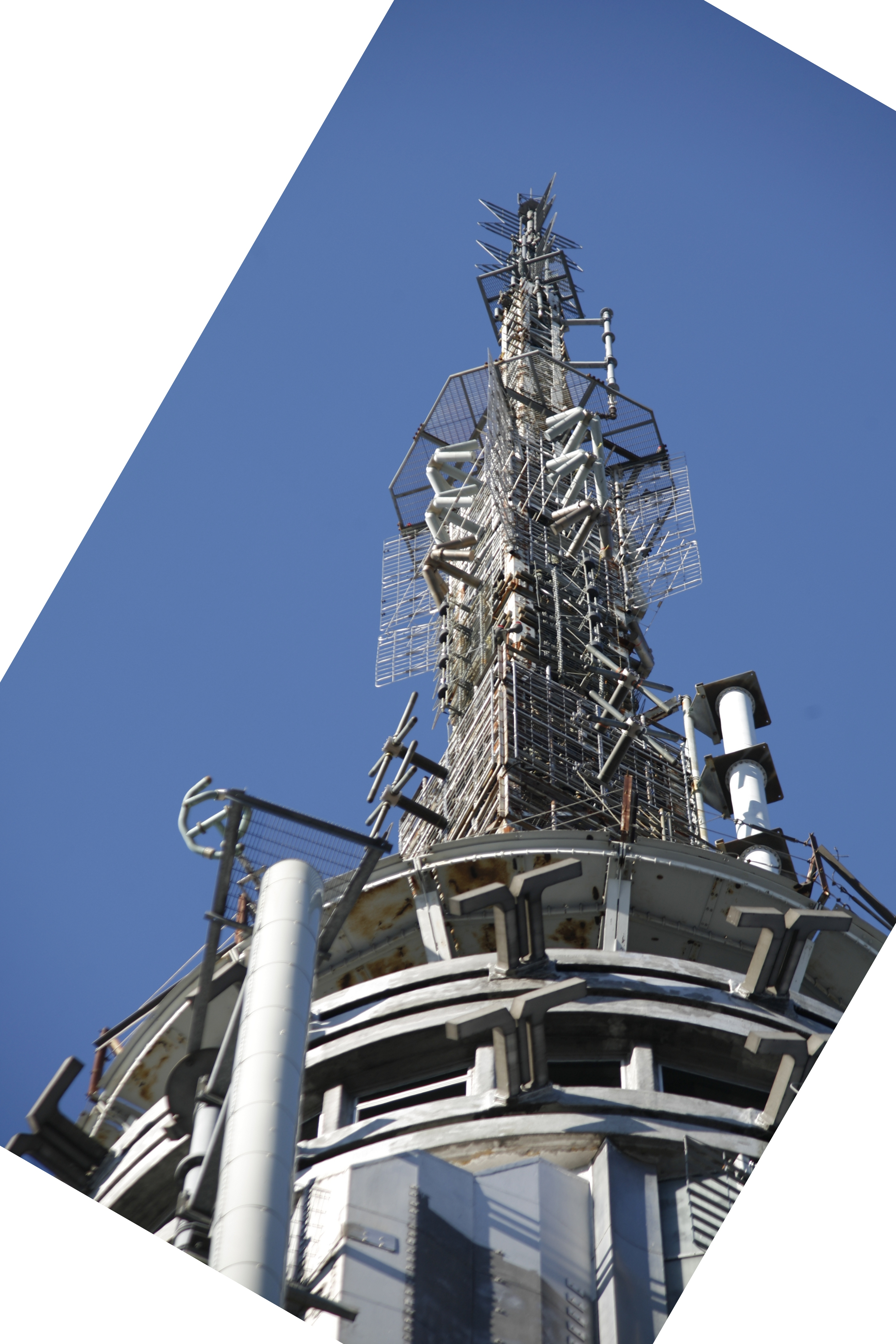
WABC Sendemast

WABCs 50kW-Sendeanlage erreicht großflächig die New York Metropolitan Area und ist in 38 US-Bundesstaaten sowie nachts in großen Teilen Kanadas empfangbar.

## Geschichte
Zwei Jahre nach Sendestart im Jahre 1921 zog der seinerzeit noch als WJZ bekannte Sender im Mai 1923 aus einem kleinen Studio in New Jersey in ein größeres im US-Bundesstaat New York um.
Als „Flaggschiff“ der American Broadcasting Company wurde das Rufzeichen des Senders 1953 auf WABC geändert. Mit „The Sound of New York“ (deutsch: Der New Yorker Sound) – im allgemeinen Sprachgebrauch auch „Top 40“ genannt – führte WABC zehn Jahre später ein innovatives Format ein. Der Hörerkreis des Senders vergrößerte sich bis 1976 auf über fünf Millionen Zuhörer wöchentlich.
Am 10. Mai 1982 änderte WABC sein Sendeformat vom Musiksender zum Talkradio.
Im Februar 1996 fusionierten WABC und The Walt Disney Company.
Seit 2006 moderiert der konservative Talkradio-Moderator Sean Hannity seine Sendung bei WABC.

## Programm
Neben Sean Hannity ist eine der bekanntesten lokalen Talkshows Curtis & Kuby mit dem Bürgermiliz-Gründer Curtis Silva und dem Anwalt Ronald L. Kuby.